# Vanlig tjuvbagge
Vanlig tjuvbagge (Ptinus fur) är en skalbaggsart som först beskrevs av Carl von Linné 1758.  Vanlig tjuvbagge ingår i släktet Ptinus och familjen Ptinidae. Arten är reproducerande i Sverige. Inga underarter finns listade i Catalogue of Life.

## Bildgalleri

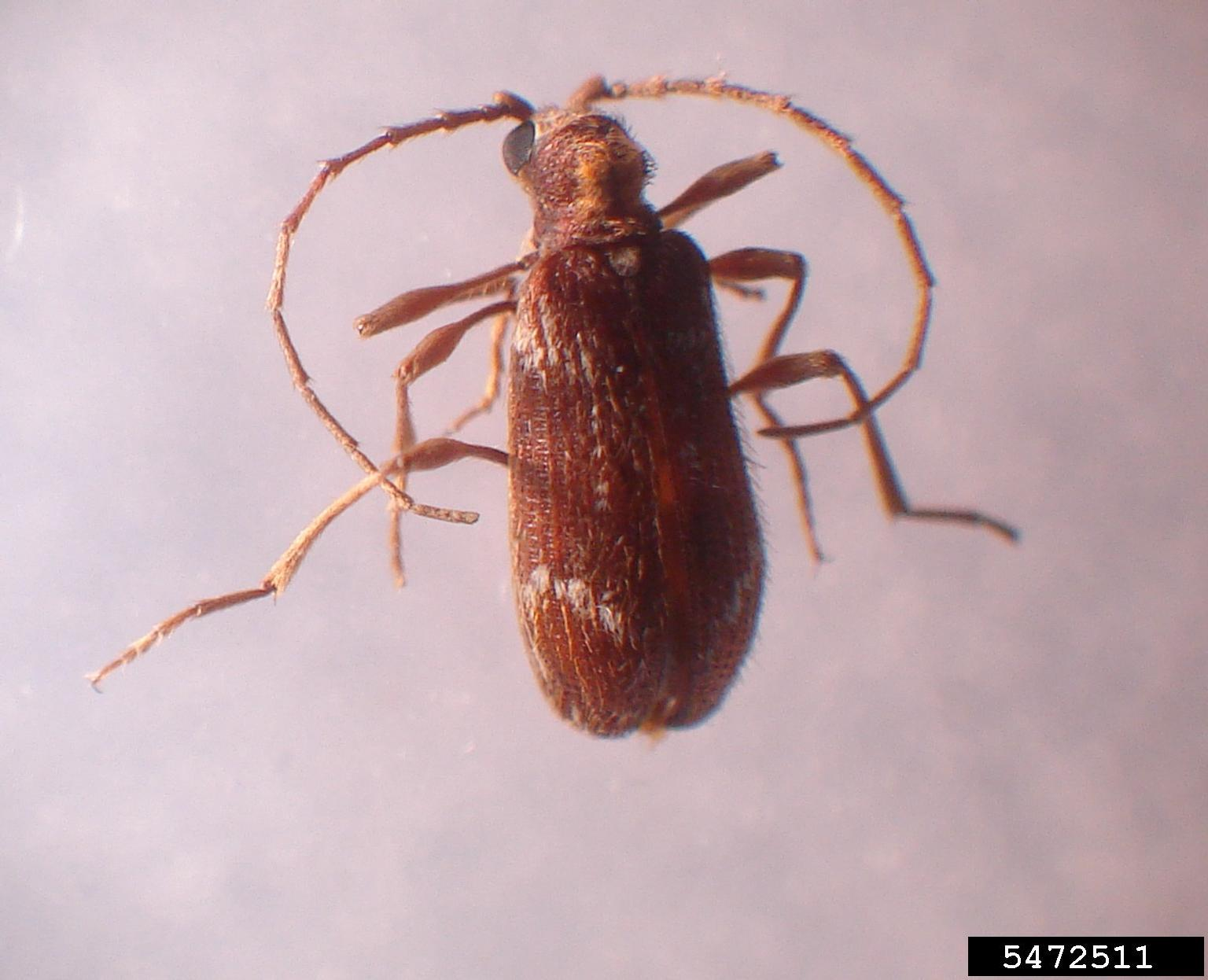
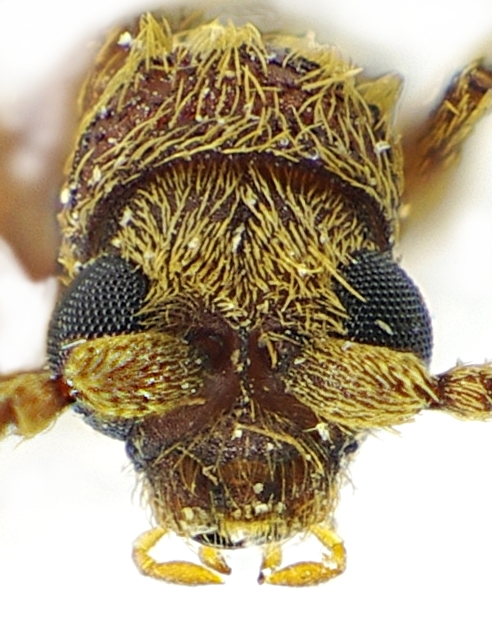
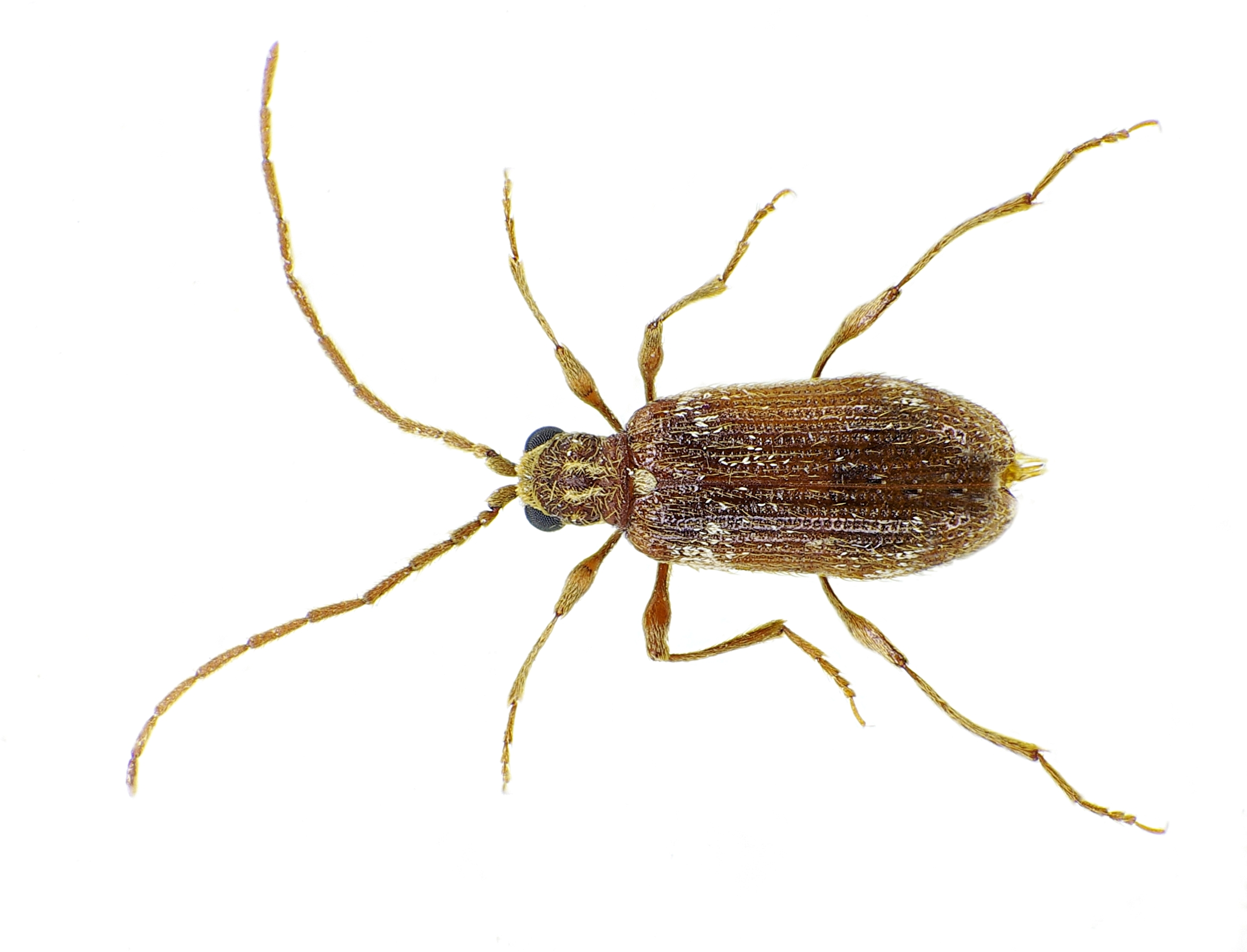
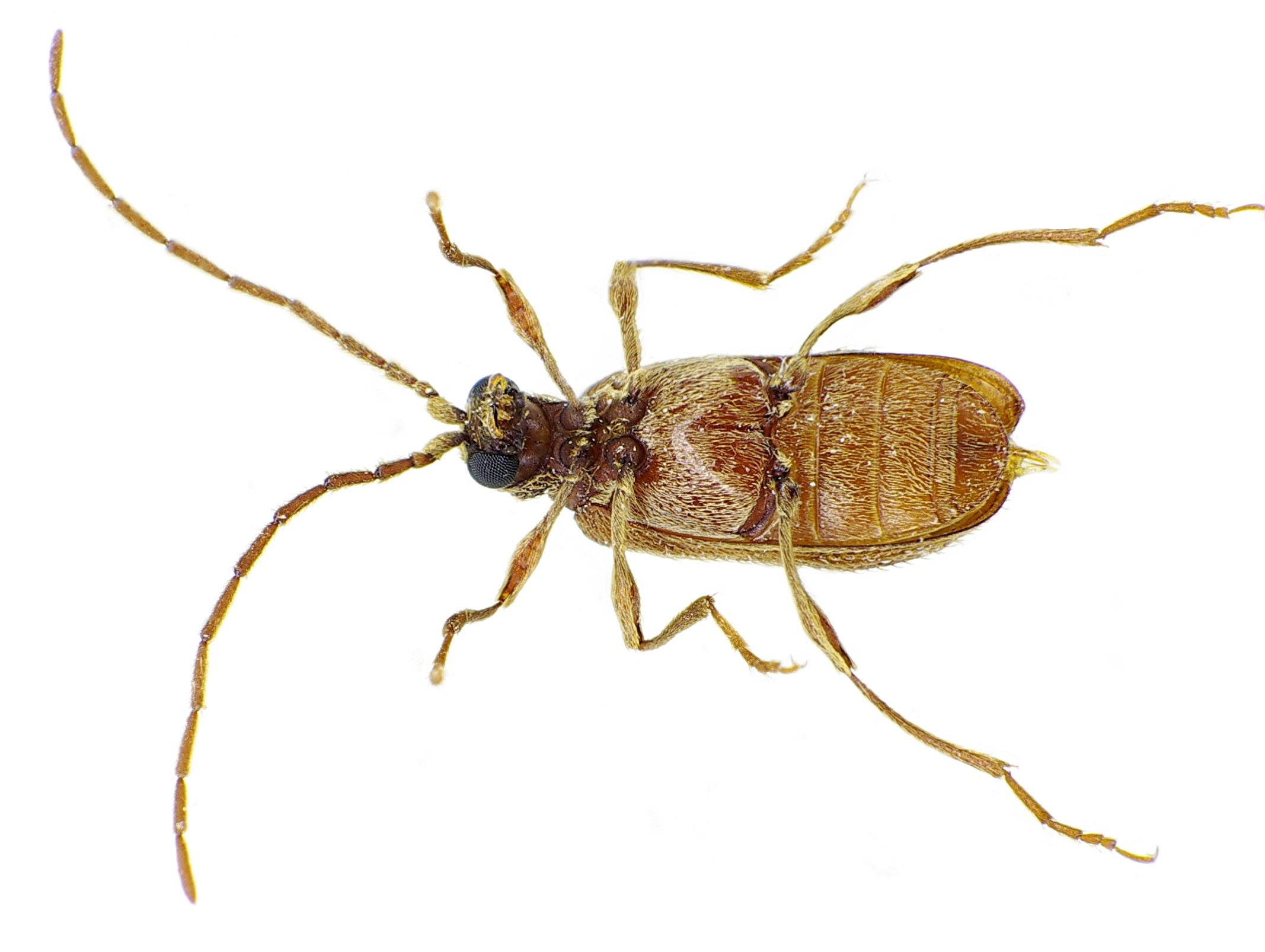
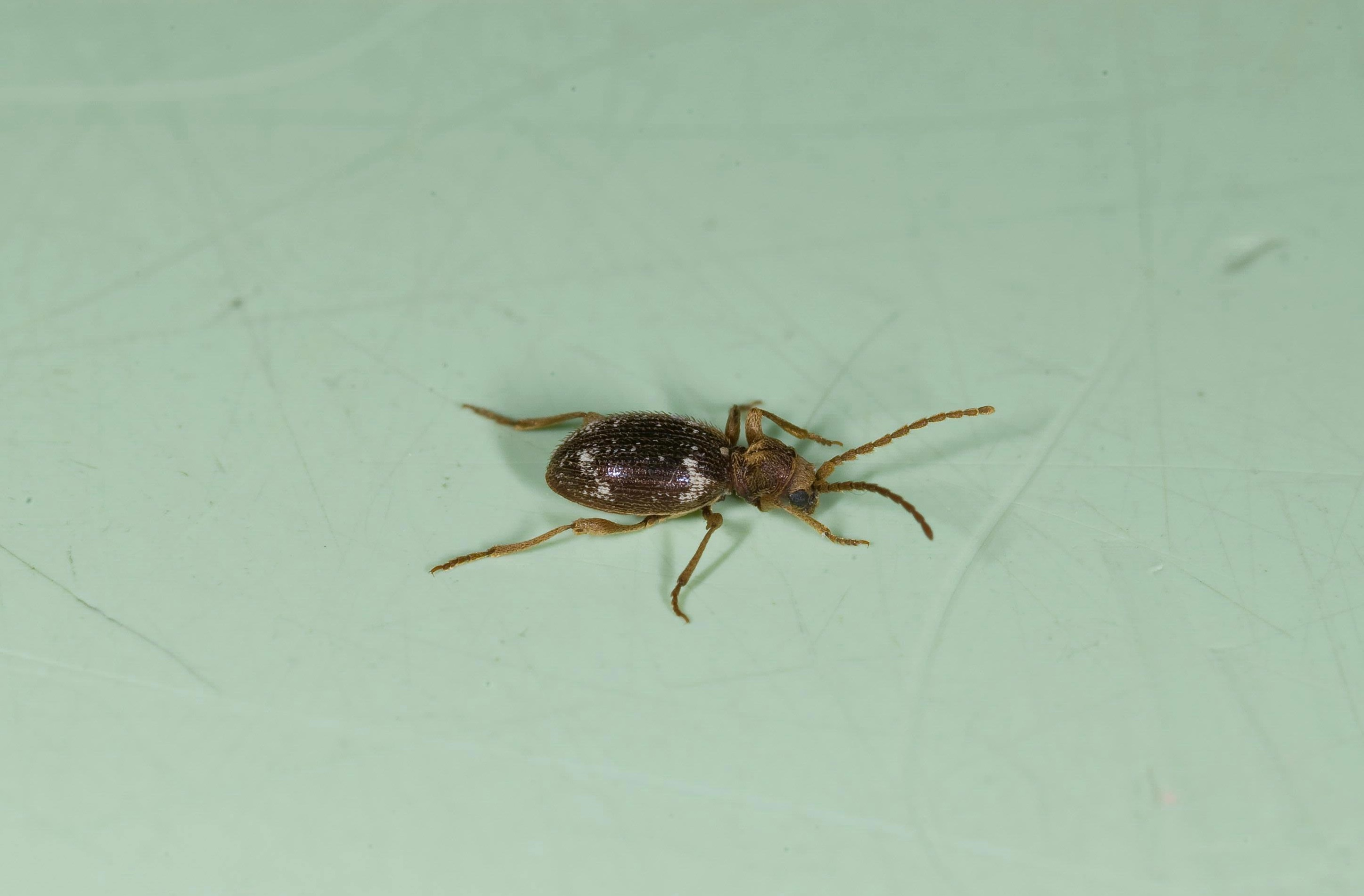
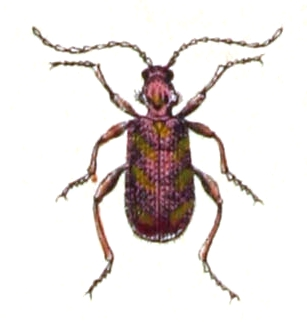